# Ивановка (Курьинский район)
Ива́новка — село, административный центр Ивановского сельсовета Курьинского района Алтайского края Российской Федерации. Население — 796 чел. (2013).

## История
Деревня Ивановское на реке Таловке основано в 1887 году. В «Списке населенных мест Томской губернии в 1911 год», входило в состав Курьинской волости Змеиногорского уезда.
Село было большим, была построена церковь, открыта школа грамоты, училище. Работала мукомольная мельница, маслодельный завод и маслобойня, хлебозапасный магазин. В 315 дворах проживали 1136 мужчин и 1173 женщины.
В 1925 году здесь родился Коробов, Михаил Николаевич, Герой Советского Союза (1945).
В Списке населенных мест Сибирского края, 1928 год, село Ивановка в списке Курьинского района Рубцовского округа. Указан год возникновения — 1875. В селе были сельский совет, школа и лавка. Число хозяйств — 273, проживало 1623 человека (766 мужчин и 857 женщин).
В «Ойконимическом словаре Алтая» название села обозначено как антропоним.

Крестьянину Томской губернии Бийского округа Змеиногорской волости Илье Емельяновичу Шипулину с сыном Иваном и остальным семейством дозволяется перечислиться и заселиться в новую деревню Ивановку Алейской волости Бийского округа Томской губернии"

## География
Село располагается по обеим сторонам реки Таловка, воды которой берут начало на Колыванском хребте.
Село Ивановка находится в северо-западной части Курьинского района, в 16 км от центрального села Курья. Краевой центр Барнаул — в 292 км. Ближайшая железнодорожная станция в селе Поспелиха, которая отстоит от Курьи на 56 км. Территория поселения занимает площадь в 260,3 кв. км.
В селе 10 улиц и 7 переулков.

### Климат
Область Ивановского сельсовета относится к степной зоне умеренно-засушливых степей. Для этой территории характерно выпадение умеренного количества осадков, много солнечных дней и достаточное количество тепла. Среднегодовое количество осадков составляет 400—500 мм, иногда, несколько раз за десятилетие или больше, случаются засушливые годы или синоптики наблюдают некоторое снижение выпадения осадков, что способствует снижению сезонного роста и развития, как сельскохозяйственных культур, так и естественной растительности.

### Население
| 1997  | 1998  | 1999  | 2000  | 2001  | 2002  | 2003  |
| ----- | ----- | ----- | ----- | ----- | ----- | ----- |
| 1382  | ↗1400 | ↘1385 | ↘1338 | ↗1342 | ↘1247 | ↘1222 |
| 2004  | 2005  | 2006  | 2007  | 2008  | 2009  | 2010  |
| ↘1121 | ↘1018 | ↘932  | ↘893  | ↗898  | ↘882  | ↘854  |
| 2011  | 2012  | 2013  |       |       |       |       |
| ↘849  | ↘823  | ↘796  |       |       |       |       |

## Экономика
В советское время на территории сел Ивановка и Горновка (в двенадцати километрах от Ивановки) располагался «Госплемсовхоз имени 50-летия СССР». Это было большое хозяйство, имеющее статус совхоза-миллионера, оно было известно во всем Алтайском крае, а также за его пределами. В совхозе разводили тонкорунных овец — стадо насчитывало 20 с лишним тысяч голов. В период перестройки совхоз был закрыт.
В начале 2000-х годов был организован «Колхоз имени И. В. Сталина», его основным видом деятельности значилось растениеводство. В 2013 году была запущена процедура банкротства, предприятие закрылось.
Сегодня в селе есть крестьянские фермерские хозяйства (КФХ «Васинев», «Надежда»), работают частные предприниматели, которые занимаются, в основном, посевом зерновых, животноводством. СПОК «Курьинское подворье», ООО «ТД им. И. В. Сталина», ЧП «Зара» и ООО «Оригинал» (организация кемпингов). Работает МКОУ «Ивановская средняя общеобразовательная школа», МКУК «Ивановский КДЦ», МБДОУ детский сад «Спутник».

## Известные люди
- Коробов, Михаил Николаевич (1925—1986) — родился в Ивановке, Герой Советского Союза (1945), геолог.
- Лигостаев, Андрей Яковлевич (род. 1929) — Герой Социалистического Труда, чабан государственного племенного завода «Госплемсовхоз имени 50-летия СССР»[12].
- Романько, Ольга Георгиевна (род. 1958) — провела детские годы, оперная певица. Из интервью: «Вспоминаю Алтай, конечно. Мое детство прошло здесь, и было очень счастливым. У меня много теплых воспоминаний об Ивановке»[13].